# Dragon Boys
Dragon Boys é uma mini série da Canadian Broadcasting Corporation (CBC) estrelada por Eric Tsang, Byron Mann, Lawrence Chou, Tzi Ma, Lauren Lee Smith, Steph Song, Darryl Quon, Christina Ma, Jean Yoon, Simon Wong and Chang Tseng. Foi ao ar pela CBC em 7 e 8 de janeiro de 2007

## Sinopse
O filme centra-se em várias histórias sobre quadrilhas organizadas de canadenses de origem asiática, e é ambientado principalmente em Vancouver e Richmond, Canada. Um deles envolve um asiático-canadense oficial da Royal Canadian Mounted Police (RCMP), Tommy Jiang (interpretado por Mann), que está a tentar derrubar dois bandidos asiáticos chamado Willie, o pato e o Movie Star (interpretado por Tsang e Chou, respectivamente), no processo de arriscar perder tudo, incluindo seu casamento, como ele vai mais fundo na organização criminosa.
Eventualmente, o confronto final ocorre entre os movie star e Jiang.